# Astruc ha-Levi
Astruc ha-Levi de Daroca (Alcañiz, siglo XIV - siglo XV) fue un judío español famoso por su erudición y conocimientos del Talmud.

## Biografía
Fue un delegado en la famosa disputa de Tortosa de 1413, bajo la presidencia de Papa Benedicto XIII, en donde mostró energía y apertura de mente. Ante ataques habiendo al Talmud, basados encima algunos frases extravagantes de textos judíos, Astruc entregó a la asamblea un escrito que negaba cualquier autoridad al Haggadah.
En otra ocasión, Astruc provocó la rabia del papa. Habiendo señalado la improbabilidad de la leyenda haggadica sobre que el Messiah nació en el día de la destrucción del Templo y estaba ahora en paraíso, Astruc dijo: "Señor y Papa, tú que crees tantos cosas improbables sobre vuestro Messiah, dejanos creer solo una con respecto al nuestro."